# Маликов, Станислав Игоревич
Станислав Маликов (род. 25 октября 1960) — советский футболист, нападающий.

## Биография

### Карьера игрока
Воспитанник ДЮСШ ЦСКА, чемпион Москвы среди юношей (зима). В дублирующем составе клуба, за который играл в конце 1970-х, выделялся результативной игрой. Но за основной состав армейцев и в высшей советской лиге провёл лишь 2 матча в сезоне 1979, забив 1 гол в ворота тбилисского «Динамо». В сезонах 1980—1982 и 1985 играл в низших лигах.

### Карьера тренера
В 1982 закончил Московский областной государственный институт физической культуры. С 1986 по 2003 тренер в коллективе физкультуры Московского комбината шампанских вин. В 2003—2008 помощник главного тренера в командах мастеров «Реутов», егорьевский «Сатурн», «Луч-Энергия», «Ника». В 2008 закончил высшую школу тренеров и получил лицензию C, после чего стал детским тренером в школе ФШМ «Торпедо»